# 앙헬 수비에타
앙헬 수비에타 레돈도(스페인어: Ángel Zubieta Redondo, 1918년 7월 17일, 바스크 주 갈다카오 ~ 1985년 10월 28일, 부에노스 아이레스 )는 스페인의 전 축구 선수이자 감독이다.

## 선수 경력
수비에타는 1935-36 시즌에 아틀레틱 빌바오 소속으로 17세의 나이에 축구 경력을 시작했다. 그는 인상적인 활약으로 1936년에 스페인 국가대표팀으로 차출되어 불과 17세 9개월의 나이로 스페인 국가대표팀 역사상 최연소 선수로 기록되었다.
이후 1936년 말에 스페인 내전이 터지면서, 현역 활동이 중단되었다. 전란 와중에, 그는 바스크 대표팀 일원으로 활약했다. 이 선수단은 남아메리카를 순회하였고, 수비에타는 1939년에 아르헨티나의 산 로렌소에 입단했다. 수비에타는 산 로렌소 소속으로 13년을 머물며 352경기에 출전해 29골을 기록했다. 그는 산 로렌소 역사상 역대 최다 출전 3위의 기록을 세웠다. 그는 산 로렌소 선수 시절 1946년에 아르헨티나 프리메라 디비시온을 우승했고, 같은 해 코파 리오 데 라 플라타도 석권했다.
1952년, 수비에타는 스페인 무대에 복귀해 데포르티보에서 활약했는데, 그는 1956년에 38세의 나이로 현역에서 은퇴할 때까지 갈리시아 연고 구단 일원으로 활동했다.

## 수상
아틀레틱 빌바오
- 라 리가: 1935–36

산 로렌소
- 아르헨티나 프리메라 디비시온: 1946
- 코파 리오 데 라 플라타: 1946

## 감독 경력
현역 은퇴 후, 수비에타는 감독일을 시작했다. 그는 아틀레틱 빌바오(1962-1963), 바야돌리드(1963-1964)는 물론 포르투갈의 벨레넨스스 감독도 맡았고, 그 외에 하엔(1969-1970)과 멕시코의 푸마스 UNAM(1970-1974) 감독도 맡았다.
수비에타는 아르헨티나 무대로 복귀해 아틀란타의 감독을 맡았다. 1985년 10월 28일, 그는 부에노스 아이레스에서 근위축성 측삭경화증으로 영면에 들었다.